# Сабинес Гутьеррес, Хуан
Хуан Сабинес Гутьеррес (исп. Juan Sabines Gutiérrez; 27 июня 1920, Тустла-Гутьеррес, Чьяпас, Мексика — 2 марта 1987, там же) — мексиканский политик, член Институционно-революционной партии. Он входил в состав обеих палатах Конгресса Мексики, занимал должность губернатора штата Чьяпас с 1979 по 1982 год.

## Карьера
Хуан Сабинес Гутьеррес родился в Тустла-Гутьерресе (штат Чьяпас) в 1920 году. В 1951—1952 годах он занимал пост мэра своего родного города.
Сабинес Гутьеррес трижды избирался в Палату депутатов: в 1952 году от 3-го федерального избирательного округа Чьяпаса, в 1958 году от 1-го округа Чьяпаса и в 1979 году от 8-го округа Чьяпаса.
На всеобщих выборах 1970 года Сабинес Гутьеррес был избран в Сенат от своего родного штата.
В 1979 году он отказался от своего места в Конгрессе, так как 29 ноября того же года был назначен временным губернатором штата Чьяпас, сменив на этом посту Саломона Гонсалеса Бланко. Сабинес Гутьеррес занимал этот пост до 30 ноября 1982 года.
Хуан Сабинес Гутьеррес скончался 2 марта 1987 года в возрасте 66 лет.

## Семья
Хайме Сабинес, брат Хуана, был известным мексиканским поэтом и занимался политикой, а его сын Хуан Сабинес Герреро также занимал пост губернатора штата Чьяпас (с 2006 по 2012 год).